# 보은 법주사 가경구년명 철종
보은 법주사 가경구년명 철종(報恩 法住寺 嘉慶九年銘 鐵鍾)은 충청북도 보은군 속리산면 사내리 법주사에 있는, 조선 순조 4년(1804) 7월에 대시주 1명과 15명의 일반시주자의 시주를 받아 4천근의 동으로 제작된 청동종이다. 2004년 7월 9일 충청북도의 유형문화재 제236호로 지정되었다.

## 개요
법주사 범종은 조선 순조 4년(1804) 7월에 대시주 1명과 15명의 일반시주자의 시주를 받아 4천근의 동으로 제작된 청동종이다.
종신(鐘身) 하단에는 “가경구년갑자칠월일대법주사대종중사천근(嘉慶九年甲子七月日大法住寺大鐘重四千斤)”이라는 명문(銘文)이 음각되어 있고, 시주자와 당시의 주지(住持), 만든이 등이 새겨져 있어 제작연대를 명확히 알 수 있는 조선 후기의 종이다.
크기는 높이 212.5cm, 종신부 상단 지름 82cm, 종신부 하단 지름 140cm인데, 종신의 전체 선은 둔중한 편으로 양각의 횡선이 3줄 둘러져 종신을 크게 구획하고 있고 용뉴(龍뉴)가 쌍룡으로 된 것이다.
조선시대의 범종으로 종신의 문양이 약하게 표현되는 등 주조기법이 뛰어난 편은 아니나 특히 명문(銘文)이 있어 시주자, 당시의 주지, 제작자, 제작연대를 정확히 알 수 있고 사찰명이 새겨져 있는 등 보존가치가 높다.

## 참고 자료
- 보은 법주사 가경구년명 철종 - 국가유산청 국가유산포털